# Baljvine
Baljvine (cyr. Баљвине) – wieś w Bośni i Hercegowinie, w Republice Serbskiej, w gminie Mrkonjić Grad. W 2013 roku liczyła 333 mieszkańców.